# Texaid
Die Texaid-Textilverwertungs-AG (Eigenschreibweise: TEXAID) ist ein kommerzielles Unternehmen für Altkleidersammlung und -verwertung. Es gehört seit 2022 zu je einem Sechstel dem Schweizerischen Roten Kreuz und der Solidar Suisse, Mehrheitsaktionär ist die Holding Savü AG, die der Unternehmerfamilie Böschen gehört. Das Unternehmen mit Sitz im schweizerischen Schattdorf gehört zu den grössten Organisationen für das Sammeln, Sortieren und Verwerten von gebrauchten Textilien in Europa. In den letzten Jahren hat das Unternehmen verstärkt das Geschäft mit Recycling ausgebaut.

## Geschichte
Texaid entstand 1973 zunächst als Kooperation von sechs Schweizer Hilfswerken, die damit ihre Altkleidersammlungen koordinieren wollten. Es handelte sich hierbei um das Schweizerische Rote Kreuz, die Winterhilfe Schweiz, die Solidar Suisse (vormals Schweizerisches Arbeiterhilfswerk), die Caritas Schweiz, Kolping Schweiz sowie das Hilfswerk der Evangelischen Kirchen der Schweiz (HEKS). Zur Durchführung der Sammlung, Sortierung und Vermarktung von getragenen Textilien wurde 1978 zusammen mit der Unternehmerfamilie Böschen aus Darmstadt die «Texaid Textilverwertungs-Aktiengesellschaft» geschaffen.
2005 wurde mit der Texaid Bulgaria Ltd. eine Niederlassung im bulgarischen Kostinbrod gegründet. Es folgte 2008 Texaid Hungaria mit Sitz in Bélapátfalva.
Im Jahr 2009 wurde die Texaid Deutschland GmbH und 2012 die Texaid Collection GmbH in Deutschland gegründet sowie im September 2013 die Resales GmbH mit Sitz im thüringischen Apolda übernommen.
Das Sortierwerk in der Freihandelszone von Tanger gehört seit der Übernahme der Resales GmbH im Jahr 2013 zu Texaid. Im Betrieb sortieren rund 150 Mitarbeitende jährlich über 8000 Tonnen gebrauchte Textilien.
Am 2. Dezember 2016 startete „PACKMEE – die Kleiderspende im Karton“ auf dem deutschen Markt. Das Deutsche Rote Kreuz ist Partner und erhält 50 Prozent der Einnahmen abzüglich Porto- und Logistikkosten. Weitere Partner sind die Logistikunternehmen DHL und Hermes sowie das Textilunternehmen Esprit. Mit dem System können Kleidung, Schuhe sowie Haushaltstextilien kostenfrei auf dem Postweg gespendet werden.
2016 erfolgte der Markteintritt in Österreich mit dem Tochterunternehmen TEXAID Austria GmbH durch die Übernahme der AustriaTex Textile SEVH GmbH.
Die klassische Art der Strassensammlung von Altkleidern wurde in den meisten Regionen der Schweiz eingestellt: Stattdessen können seit 2017 die Kleidersäcke jeweils während einer bestimmten Periode direkt am eigenen Briefkasten deponiert werden. Dank der Synergien mit der Post entstehen keine Leerfahrten, da die Abholung der Altkleider mit der Zustellung der Post kombiniert wird.
2019 kritisierte die Schweizer Tageszeitung Blick, dass die Texaid in ihrem Erscheinungsbild den Eindruck erwecke, gemeinnützig zu sein, in Wirklichkeit aber Gewinne mache, die zu einem unbekannten Teil der Unternehmerfamilie zugutekämen: «SonntagsBlick geht in keiner Weise davon aus, dass hier gegen Gesetze verstossen wird. Doch die Kluft zwischen dem ganz und gar humanitären Image der Altkleiderspende und der kapitalistischen Wirklichkeit ist stossend.»
2022 entschieden sich Caritas Schweiz, HEKS, Kolping Schweiz und die Winterhilfe Schweiz dazu, ihre Anteile an Texaid an die anderen Aktionäre zu verkaufen. Die Zusammenarbeit soll aber bis 2026 fortgesetzt werden, so dass die Hilfsorganisationen «weiterhin an dem Erfolg von Texaid partizipieren».

## Unternehmen

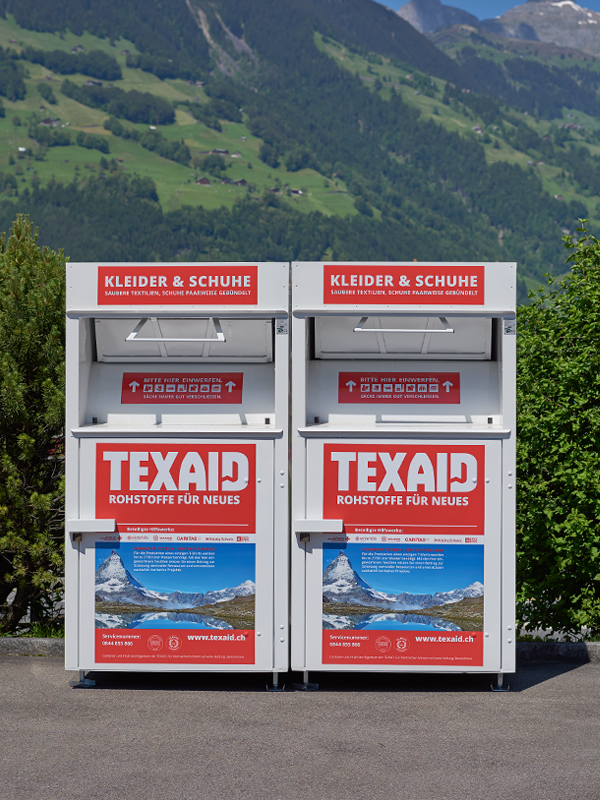
TEXAID Altkleidercontainer in Schattdorf (Schweiz)

Texaid betreibt in der Schweiz ein Netz von insgesamt über 6000 Sammelcontainern. Zusätzlich führt Texaid jährlich landesweite Strassensammlungen, unter anderem in Zusammenarbeit mit der Post, durch. Insgesamt sammelt Texaid in der Schweiz jährlich über 35 000 Tonnen Alttextilien und ist Marktführer.
In Deutschland betreibt Texaid mit 532 Mitarbeitern über 50 eigene Secondhand-Shops («ReSales») sowie das zweitgrösste Sortierwerk Deutschlands und erwirtschaftete 2015 einen Umsatz von 40 Mio. Euro durch den Verkauf von Secondhandkleidung. Die Tochtergesellschaft carou GmbH mit Sitz in Darmstadt betreibt darüber hinaus mehrere Secondhand-Online-Shops.
Mit der Schweizer Muttergesellschaft sowie weiteren Standorten in Deutschland, Österreich, Bulgarien, Ungarn und den USA gehört Texaid zu den grössten Organisationen für das Sammeln, Sortieren und Verwerten von gebrauchten Textilien in Europa.
Tochtergesellschaften der Texaid Textilverwertungs AG, Schattdorf:
- Texaid Bulgaria Ltd., Kostinbrod
- Texaid Hungaria, Bélapátfalva
- Texaid Austria GmbH, Linz
- Texaid Beteiligungsverwaltung Deutschland GmbH, Darmstadt[10]
  - Texaid Collection GmbH, Apolda
  - ReSales Textilhandels- und -recycling GmbH, Apolda
  - ReSales Immobilien- und Beteiligungsverwaltung GmbH, Apolda